# کنترل تهویه
کنترل تهویه به مکانیسم‌های فیزیولوژیکی درگیر در کنترل تنفس، یعنی حرکت هوا به داخل و خارج از ریه‌ها اشاره دارد و تهویه تنفس را تسهیل می‌کند. تنفس به استفاده از اکسیژن و از بین بردن دی اکسید کربن توسط بدن و سلول‌های فردی در تنفس سلولی گفته می‌شود. 
مهم‌ترین کارکرد تنفس، تأمین اکسیژن به بدن و دفع زباله آن از دی‌اکسیدکربن است. در اکثر شرایط، فشار جزئی دی اکسید کربن (PCO2) یا غلظت دی اکسید کربن میزان تنفس را کنترل می‌کند. 
گیرنده‌های شیمیایی محیطی که تغییرات در سطح اکسیژن و دی اکسید کربن را تشخیص می‌دهند در بدنه آئورت شریانی و بدنه کاروتید قرار دارند. گیرنده‌های شیمیایی مرکزی در درجه اول نسبت به تغییرات pH در خون حساس هستند (که ناشی از تغییر در سطح دی اکسید کربن است). اطلاعات مربوط به گیرنده‌های محیطی در امتداد اعصاب به گروه‌های تنفسی مرکز تنفس منتقل می‌شود. چهار گروه تنفسی، دو عدد در مدولا (بخشی در ساقه مغز) و دو عدد در پل مغز وجود دارد.  این دو گروه در پل مغز به عنوان گروه تنفسی پونتی شناخته می‌شوند. 
1. گروه تنفسی پشتی-در مدولا، درگیر در دم است.
2. گروه تنفسی بطن-در مدولا، درگیر در بازدم است.
3. مرکز پنوموتاکسی-هسته‌های مختلفی از پل مغز است.
4. مرکز آپنهستیک-هسته پل مغز است.

از مرکز تنفس، عضلات تنفسی، به ویژه دیافراگم  فعال می‌شوند تا باعث حرکت هوا در داخل و خارج از ریه‌ها شود. 

## کنترل ریتم تنفسی

### الگوی تهویه

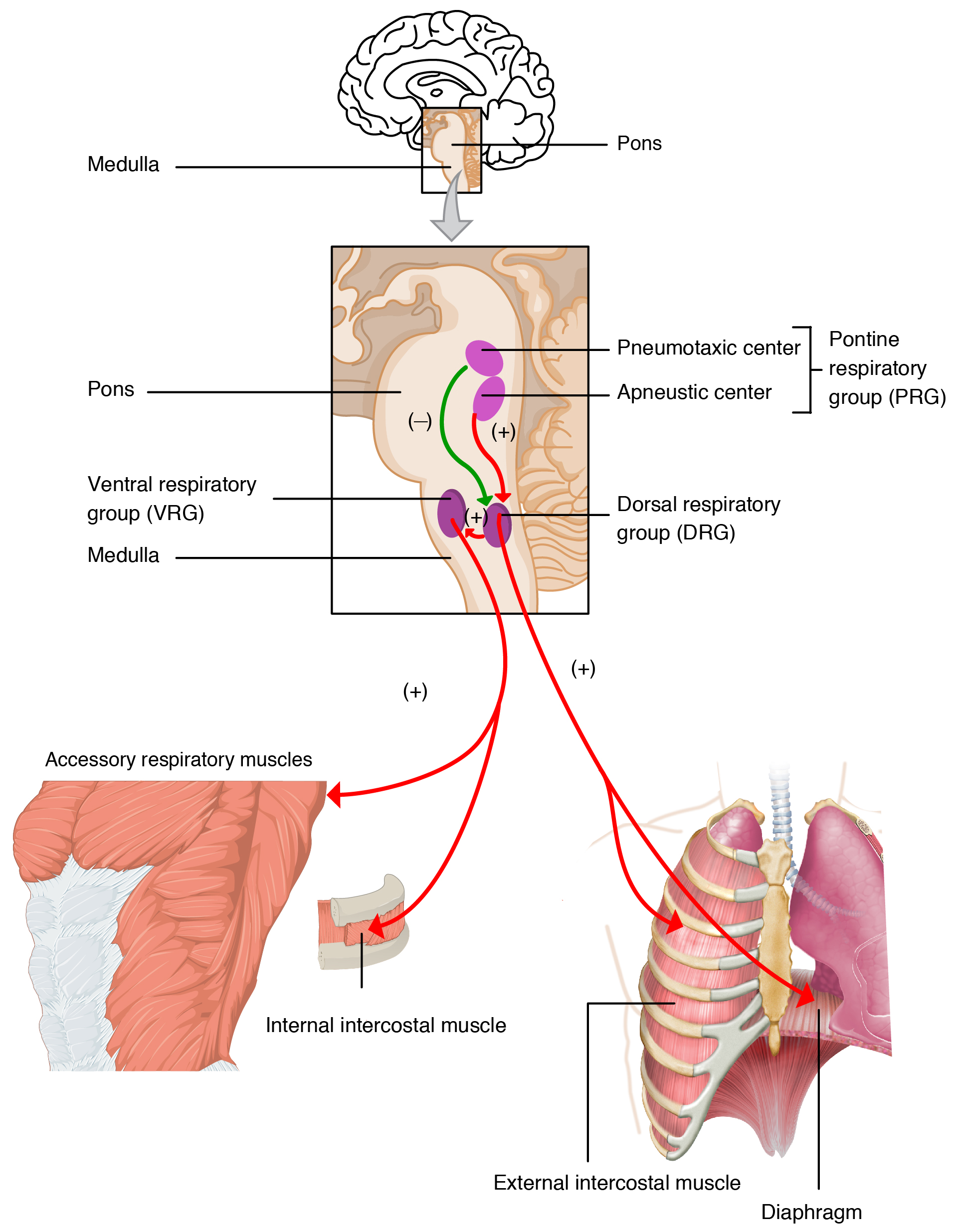
مرکز تنفسی و گروههای عصبی آن

تنفس به طور معمول یک فرایند ناخودآگاه، غیر ارادی، خودکار است. الگوی محرک‌های حرکتی هنگام تنفس را می‌توان به یک مرحله دم و یک مرحله بازدم تقسیم کرد. دم یک افزایش ناگهانی در ترشحات حرکتی به عضلات تنفسی (و عضلات انسداد حلقی ) را نشان می‌دهد.  قبل از پایان دم، افت و پایان ترشحات وجود دارد. بازدم معمولاً بی‌صدا است، مگر در موارد زیاد تنفسی. 
مرکز تنفسی در مدولا و پل مغز میزان و عمق تنفس، ( ریتم تنفسی ) را از طریق ورودی‌های مختلف کنترل می‌کند. اینها شامل سیگنال‌هایی از گیرنده‌های محیطی و گیرنده‌های مرکزی است. مانند عصب واگ و عصب glossopharyngeal و سایر گیرنده‌های مکانیکی در ریه‌ها.   و همچنین سیگنال‌هایی از قشر مغز و هیپوتالاموس. 
- مدولا 
  - گروه تنفسی شکمی. گروه تنفسی شکمی بازدم اجباری داوطلبانه را کنترل می‌کند و برای افزایش نیروی دم اقدام می‌کند. ریتم دم و بازدم را تنظیم می‌کند.
  - گروه تنفسی پشتی. گروه تنفسی پشتی عمدتاً حرکات دم و زمان بندی آنها را کنترل می‌کند.
- پل مغز (pons) 
  - مرکز پنوموتاکسی 
    - سرعت دم و بازدم را هماهنگ می‌کند.
    - تکانه‌های بازدارنده را به منطقه بازرس می‌فرستد.
    - در تنظیم دقیق میزان تنفس دخیل است.

  - مرکز آپنهستیک 
    - سرعت دم و بازدم را هماهنگ می‌کند.
    - تکانه‌های تحریک کننده را به منطقه الهام می‌فرستد-دم را فعال و طولانی می‌کند.
    - با کنترل پنوموکسیک از ناحیه آپنهوستک برای پایان‌دادن به دم استفاده می‌شود.

### کنترل الگوی تهویه
تهویه معمولاً ناخودآگاه و خودکار است اما با الگوهای جایگزین آگاهانه قابل تغییر است.  بنابراین احساسات می‌توانند باعث خمیازه کشیدن، خندیدن، آه کشیدن (و غیره) شوند، ارتباطات اجتماعی باعث ایجاد گفتار، ترانه و سوت می‌شود، در حالی که از فرازهای کاملاً داوطلبانه برای فوت‌کردن شمع‌ها و نگه‌داشتن نفس استفاده می‌شود (مثلاً شنا کردن در زیر آب)که ممکن است باعث سندرم  هیپروستیلاسیون شود که ممکن است کاملاً داوطلبانه یا در پاسخ به اضطراب باشد. کنترل داوطلبانه همچنین می‌تواند بر عملکردهای دیگر مانند ضربان قلب مانند اقدامات یوگا و مراقبه تأثیر بگذارد. 
الگوی تهویه نیز به طور موقت توسط رفلکس‌های پیچیده‌ای از قبیل عطسه، فشار، سرفه و استفراغ اصلاح می‌شود. 

### عوامل تعیین کننده میزان تهویه
میزان تهویه ( حجم  تنفسی ) کاملاً کنترل می‌شود و در درجه اول توسط سطح  دی اکسید کربن خون تعیین می‌شود که توسط میزان سوخت و ساز بدن مشخص می‌شود. سطح اکسیژن خون در هیپوکسی مهم می‌شود. این سطوح توسط گیرنده‌های مرکزی در سطح medulla oblongata برای افزایش pH (به طور غیر مستقیم از افزایش CSF دی اکسید کربن) و گیرنده‌های محیطی در خون شریانی برای اکسیژن و دی اکسید کربن حس می‌شوند.  
سطح کربن دی اکسید در زمان استفاده از اکسیژن شروع به کم شدن می‌کند و تولید آن در زمان ورزش کردن و فعالیت افزایش می‌یابد. CO2 در خون تا حد زیادی به عنوان یون‌های بی کربنات (HCO3−) انتقال می‌یابد، با تبدیل ابتدا به اسید کربنیک (H2CO3)، توسط آنیدراز کربنیک آنزیم و سپس با جداسازی این اسید به H + و HCO3−. بنابراین، ساختن CO 2 باعث ایجاد معادل یون‌های هیدروژن جدا شده می‌شود که  pH خون را کاهش می‌دهد. سنسورهای pH در ساقه مغز واکنش فوری نسبت به این کاهش pH نشان می‌دهند و باعث می‌شوند تا مرکز تنفسی میزان و عمق تنفس را افزایش دهد. نتیجه این است که فشار جزئی CO 2 از استراحت به ورزش تغییر نمی‌کند. در طی دوره‌های بسیار کوتاه مدت ورزش شدید، آزاد سازی اسید لاکتیک به داخل خون توسط عضلات ورزشکار باعث ریزش در pH پلاسما خون، به‌طور مستقل از افزایش PCO2 می‌شود و این باعث می‌شود تهویه ریوی به اندازه کافی برای حفظ pH خون تحریک شود.  
تحریک مکانیکی ریه‌ها می‌تواند باعث ایجاد رفلکس‌های خاصی شود که در مطالعات حیوانی مشاهده شده است. در انسان، به نظر می‌رسد این موارد در نوزادان و بیماران مبتلا به مشکل تنفسی از اهمیت بیشتری برخوردار است اما از نظر بهداشتی کمی اهمیت دارد. اعتقاد بر این است که عضله تنفسی توسط اسپندل‌های عضلانی از طریق قوس رفلکس درگیر نخاع تنظیم می‌شود. 
داروها می‌توانند تا حد زیادی بر میزان تنفس تأثیر بگذارند. مواد مخدر و بیهوشی با کاهش پاسخ طبیعی به افزایش دی اکسید کربن در خون شریانی، باعث تهویه هوا می‌شوند. محرک‌ها مانند آمفتامین می‌تواند باعث تنفس عمیق و سریع می‌شوند. 
در بارداری بدن تمایل به افزایش تهویه (کاهش فشار دی اکسید کربن پلاسما زیر مقادیر طبیعی) دارد. این امر به دلیل افزایش سطح پروژسترون و در نتیجه افزایش تبادل گاز در جفت است. 

### کنترل بازخورد
گیرنده‌ها نقش مهمی در تنظیم تنفس دارند و شامل گیرنده‌های شیمیایی مرکزی و محیطی و گیرنده‌های کشش ریوی، نوعی از گیرنده مکانیکی هستند. 
- گیرنده‌های مرکزی سیستم عصبی مرکزی، واقع در سطح مدولاری دریچه شکمی، نسبت به pH محیط آنها حساس هستند. [۸] [۹]
- گیرنده‌های شیمیایی محیطی علاوه بر تشخیص PCO2 و pH خون شریانی، از همه مهم‌تر برای شناسایی تغییرات PO2 در خون شریانی عمل می‌کنند.
- گیرنده‌های مکانیکی در مجاری هوایی و پارانشیم قرار دارند و مسئول انواع پاسخ‌های رفلکس هستند. این شامل: 
  - رفلکس Hering-Breuer که دم را خاتمه می‌دهد تا از تورم ریه‌ها جلوگیری کند، پاسخ‌های رفلکس سرفه، گرفتگی مجاری هوایی و فشار خون بالا.
  - گیرنده‌های فوقانی راه هوایی وظیفه پاسخ‌های رفلکس مانند، عطسه، سرفه، بسته‌شدن گلوت و سکسکه را دارند.
  - پاسخ‌های رفلکس نخاع شامل فعال‌شدن عضلات اضافی تنفسی به عنوان جبران خسارت، افت فشار خون و افزایش فرکانس و حجم تنفس است.
  - رفلکس‌های بینی و ریوی و بینی باعث تنظیم مکانیسم تنفس از طریق تعمیق دم می‌شوند. در اثر جریان هوا، فشار هوا در بینی و کیفیت هوا، تکانه‌هایی از مخاط بینی توسط عصب سه قلو به عصب تنفسی در مغز منتقل می‌شود و پاسخ تولید شده به برونش، عضلات بین دنده‌ای و دیافراگم منتقل می‌شود.